# 무카이 쇼이치로
무카이 쇼이치로(일본어: 向 翔一郎, 1996년 2월 10일~)는 일본의 유도 선수이다. 2020년 하계 올림픽 혼성 단체전에서 은메달을 획득했다.